# Wiederschall
Wiederschall ist ein Ortsteil der Stadt Hennef (Sieg) im Rhein-Sieg-Kreis in Nordrhein-Westfalen. 

## Lage
Der Ort liegt in einer Höhe von 110 Metern über N.N. im Hanfbachtal. Nachbarorte sind Derenbach im Osten, Hermesmühle im Süden, Liesberg im Nordwesten und Röttgen im Norden.

## Geschichte
1910 gab es in Wiederschall die Haushalte Ackerer und Müller Bertram Esch, Ackerin Witwe Heinrich Herchenroth und Maurer Heinrich Wirtz.
Bis 1934 gehörte Wiederschall zur Gemeinde Geistingen.